# Neoperla maolanensis
Neoperla maolanensis är en bäcksländeart som beskrevs av Yang, D. och J. Yang 1993. Neoperla maolanensis ingår i släktet Neoperla och familjen jättebäcksländor. Inga underarter finns listade i Catalogue of Life.